# Loxosomella atkinsae
Loxosomella atkinsae är en bägardjursart som beskrevs av Bobin och Prenant 1953. Loxosomella atkinsae ingår i släktet Loxosomella och familjen Loxosomatidae. Arten är reproducerande i Sverige. Inga underarter finns listade i Catalogue of Life.